# نادیا آورمان
نادیا آورمان (آلمانی: Nadja Auermann؛ زادهٔ ۱۹ مارس ۱۹۷۱) یک هنرپیشه، و مدل اهل آلمان است.